# Pella (Włochy)
Pella – miejscowość i gmina we Włoszech, w regionie Piemont, w prowincji Novara.
Według danych na rok 2004 gminę zamieszkiwało 1148 osób, 143,5 os./km².